# Paul Schubring

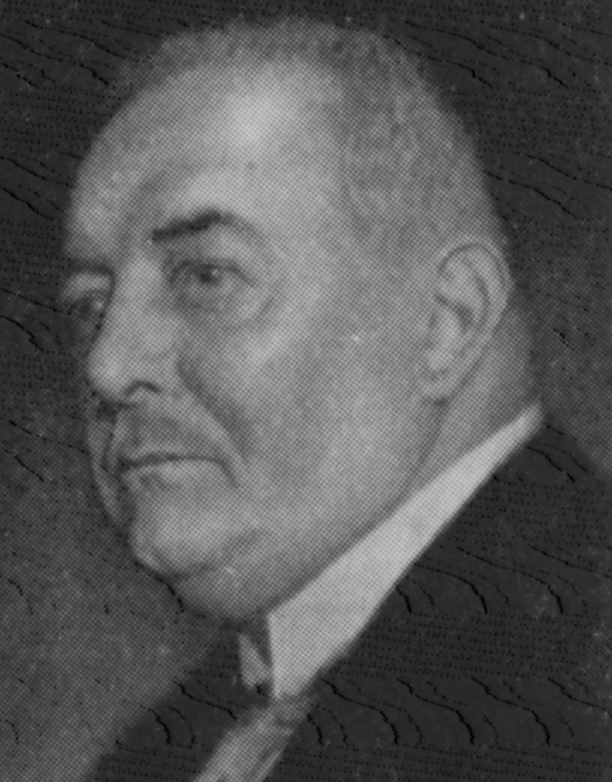
Paul Schubring

Paul Schubring (vollständig Paul Wilhelm Julius Schubring; * 28. Januar 1869 in Godesberg; † 7. November 1935 in Hannover) war ein deutscher Kunsthistoriker mit dem Schwerpunkt auf der Skulptur des 15. Jahrhunderts. 

## Leben und Wirken
Schubrings Vater war der evangelische Pfarrer Friedrich Schubring (1834–1869). Er studierte in Greifswald, Bonn und Marburg bis zur Promotion in evangelischer Theologie an der Universität Bonn 1892. Während seines Studiums wurde er Mitglied der Schwarzburgbund-Verbindungen Sedinia Greifswald (1887) und Tuiskonia Halle (1888).
1893 wurde er Lehrer an einer Scuola internazionale in Bari; 1899 heiratete er die Tochter des deutschen Konsuls in Bari Emma Marstaller. 1895 wurde er Vikar an der deutsch-reformierten Gemeinde in Frankfurt am Main, wo er Erich Foerster traf, den Pfarrer und Mitherausgeber der protestantischen Zeitschrift Die Christliche Welt, für die er Artikel schrieb.
Sein Interesse an Kunstgeschichte ließ ihn nochmals in Leipzig ab 1895 studieren. Dort wurde er ein zweites Mal 1898 über den veronesischen Maler Altichiero da Zevio promoviert. Anschließend absolvierte er 1898/99 Volontariate im Berliner Kunstgewerbemuseum und in der Gemäldegalerie. 1899 bis 1902 war er wissenschaftlicher Hilfsarbeiter bei der Sammlung der christlichen Skulpturen der Berliner Museen. Vom 1. April 1900 bis zum 30. September 1905 war er Lehrer für Kunstgeschichte und Literatur an der Akademischen Hochschule für die bildenden Künste in Berlin. Schubring habilitierte sich am 23. Februar 1904 an der Technischen Hochschule Berlin.
Vom 1. Oktober 1904 bis zum 30. September 1920 war er Lehrer für Kunstgeschichte an der Staatlichen Kunstschule zu Berlin. Zum 1. Oktober 1905 wurde er Dozent für Geschichte des Kunstgewerbes und der dekorativen Künste sowie für den Unterricht in der Stillehre an der TH Berlin, am 17. Januar 1907 dort zum Professor ernannt. Vom 1. Oktober 1909 bis 30. September 1910 war er ordentlicher Professor für Kunstgeschichte an der Universität Basel, kehrte zum 1. Oktober 1910 jedoch wieder an die TH Berlin zurück. Zum 1. Oktober 1920 wurde er ordentlicher Professor für Kunstgeschichte an der TH Hannover, zum 1. April 1935 wurde er emeritiert und starb im selben Jahr. 1933 unterzeichnete er das Bekenntnis der deutschen Professoren zu Adolf Hitler.
Neu waren seine Forschungen zu Truhen und Truhenbildnissen (ital. cassoni). Er schrieb 1919 für das Handbuch der Kunstwissenschaft über die Skulptur des 15. Jh. 1926 publizierte er den Band der Propyläen Kunstgeschichte zur Renaissance.

## Schriften (Auswahl)
- Altichiero und seine Schule: ein Beitrag zur Geschichte der oberitalienischen Malerei im Trecento. Karl W. Hiersemann, Leipzig 1898
- Cassoni. Truhen und Truhenbilder der italienischen Frührenaissance. Karl W. Hiersemann, Leipzig 1915, (online)
- Das italienische Grabmal der Frührenaissance. Berlin 1904
- Die italienische Plastik des Quattrocento. Handbuch der Kunstwissenschaft 18. Athenaion, Berlin 1919
- Die Plastik Sienas im Quattrocento. Berlin 1907
- Die italienische Medaille der Frührenaissance (= Bibliothek der Kunstgeschichte 58). E. A. Seemann, Leipzig 1923
- Die Kunst der Hochrenaissance in Italien. Propyläen Kunstgeschichte 9, Berlin 1926